# Julio V. González
Julio Víctor González (Buenos Aires, 29 de noviembre de 1899 - Buenos Aires, 7 de noviembre de 1955) fue un abogado, escritor y político socialista, hijo de Joaquín Víctor González y Amalia Luna Olmos. Se destacó como dirigente estudiantil durante los sucesos de la Reforma Universitaria de 1918 en la Universidad Nacional de La Plata (UNLP) donde años más tarde dictó clases en la Cátedra de Historia de las Instituciones Políticas Argentinas.

## Dirigente estudiantil
Terminados sus estudios secundarios en el Internado de La Plata, ingresa a la Facultad de Ciencias Jurídicas de la UNLP, donde años más tarde se recibirá de abogado. En su paso por la universidad se convirtió en un militante reformista, participando activamente y desde sus inicios en el movimiento de la "Reforma universitaria" iniciado en 1918. Ese año viajó a Córdoba como representante de la Federación Universitaria de La Plata, para participar y ser designado secretario del I Congreso Nacional de Estudiantes. En 1919 se convirtió en el presidente más joven de la Federación Universitaria Argentina (FUA), convirtiéndose, durante la década de 1920, en uno de sus principales teóricos. En 1922 se afilió al Partido Demócrata Progresista pero estuvo por poco tiempo y renunció por disidencias. Más adelante ingresó al Partido Socialista (PS) y era vocal de la junta ejecutiva de la Federación Socialista de la Capital cuando fue elegido diputado nacional por ese partido el 15 de abril de 1940 y cesó en ese cargo en 1943 a raíz del golpe de Estado que derrocó al gobierno constitucional. La dictadura emergente de ese golpe lo cesanteó de sus cargos docentes y estuvo un tiempo detenido, reincorporándose a la Universidad Nacional de La Plata recién cuando fue derrocado el gobierno de Juan Domingo Perón. No concordaba con la política de oposición frontal al peronismo del PS y por ese motivo confrontó con Américo Ghioldi en el XXXVII congreso partidario realizado en Buenos Aires del 1° al 4 de noviembre de 1950.
Falleció el 7 de noviembre de 1955.